# 싱글 작전
싱글 작전 또는 안치오 전투는 1944년 1월 22일부터 1944년 6월 5일까지 이어진 이탈리아 전역 중 벌어진 전투이다. 안치오와 네투노에서 연합군은 독일군의 격렬한 저항에 맞닥뜨렸다. 초기에 미국 제6군단을 지휘하던 미국 육군 중장 존 P. 루카스가 작전을 지휘했다. 이 전투는 로마를 공격하고 겨울 방어선의 독일 국방군을 포위하려는 목적이 있었다. 초기 상륙 작전에서 성공했음에도 불구하고 미군은 5달 간 상륙 지역을 벗어날 수 없었다.